# USS Winston S. Churchill (DDG-81)
O USS Winston S. Churchill é um contratorpedeiro da classe Arleigh Burke pertencente a Marinha de Guerra dos Estados Unidos. O Churchill recebeu este nome em honra ao antigo Primeiro-ministro inglês Sir Winston Churchill. Seu porto natal fica em Norfolk, Virgínia.

## Galeria de fotos

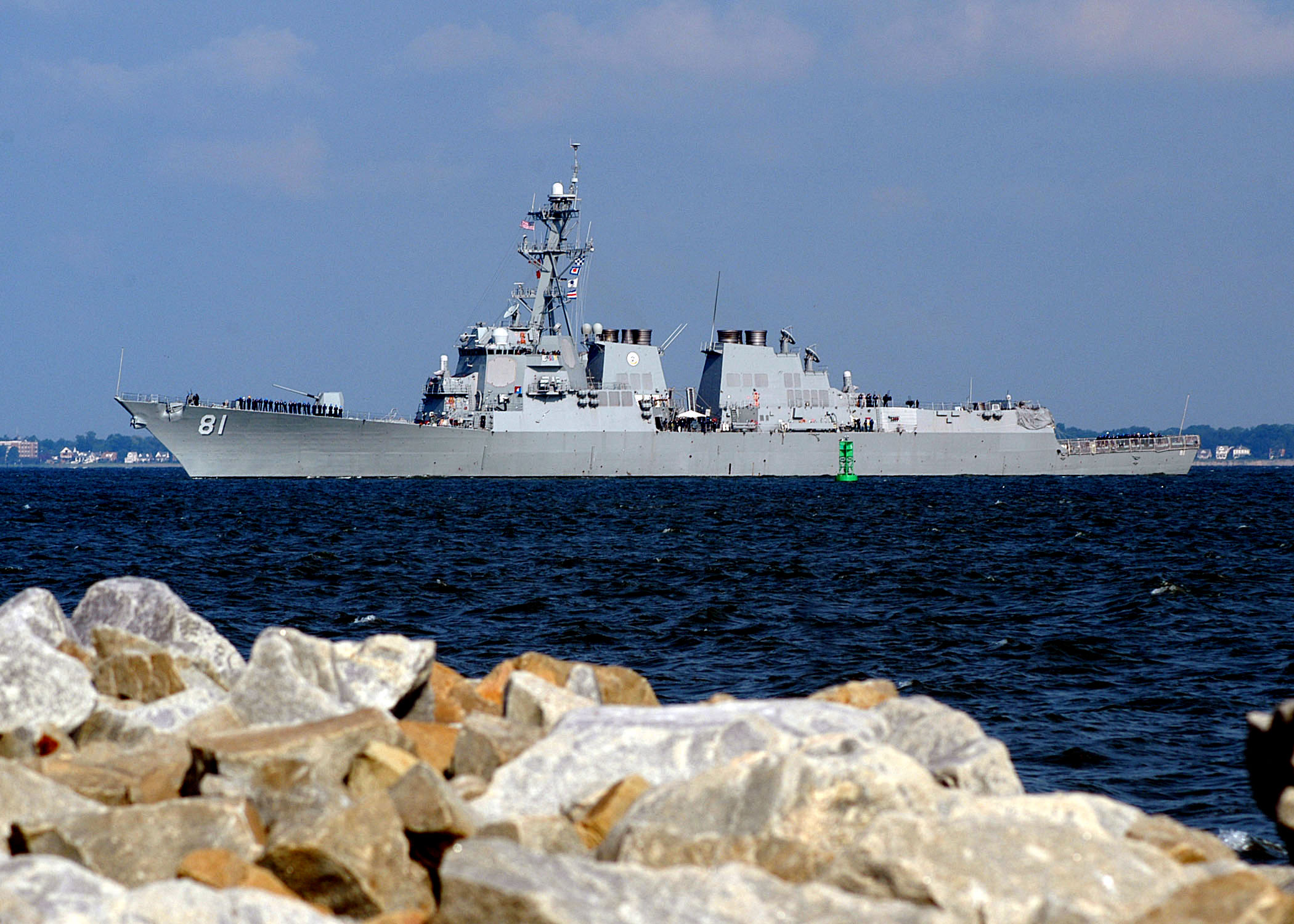
O USS Winston S. Churchill retornando ao seu porto após uma colisão com o USS McFaul.
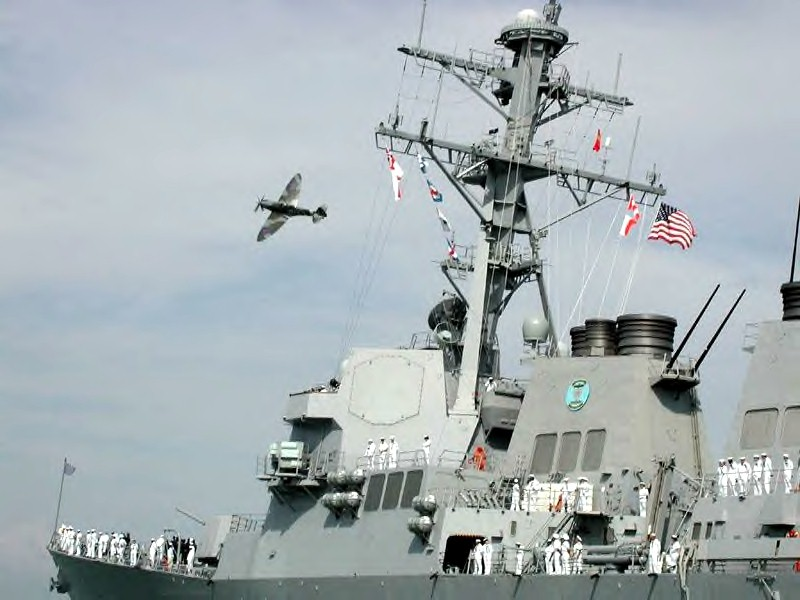
O Churchill em Portsmouth, num festival naval, em 2001 com um Supermarine Spitfire da RAF sobrevoando ele.
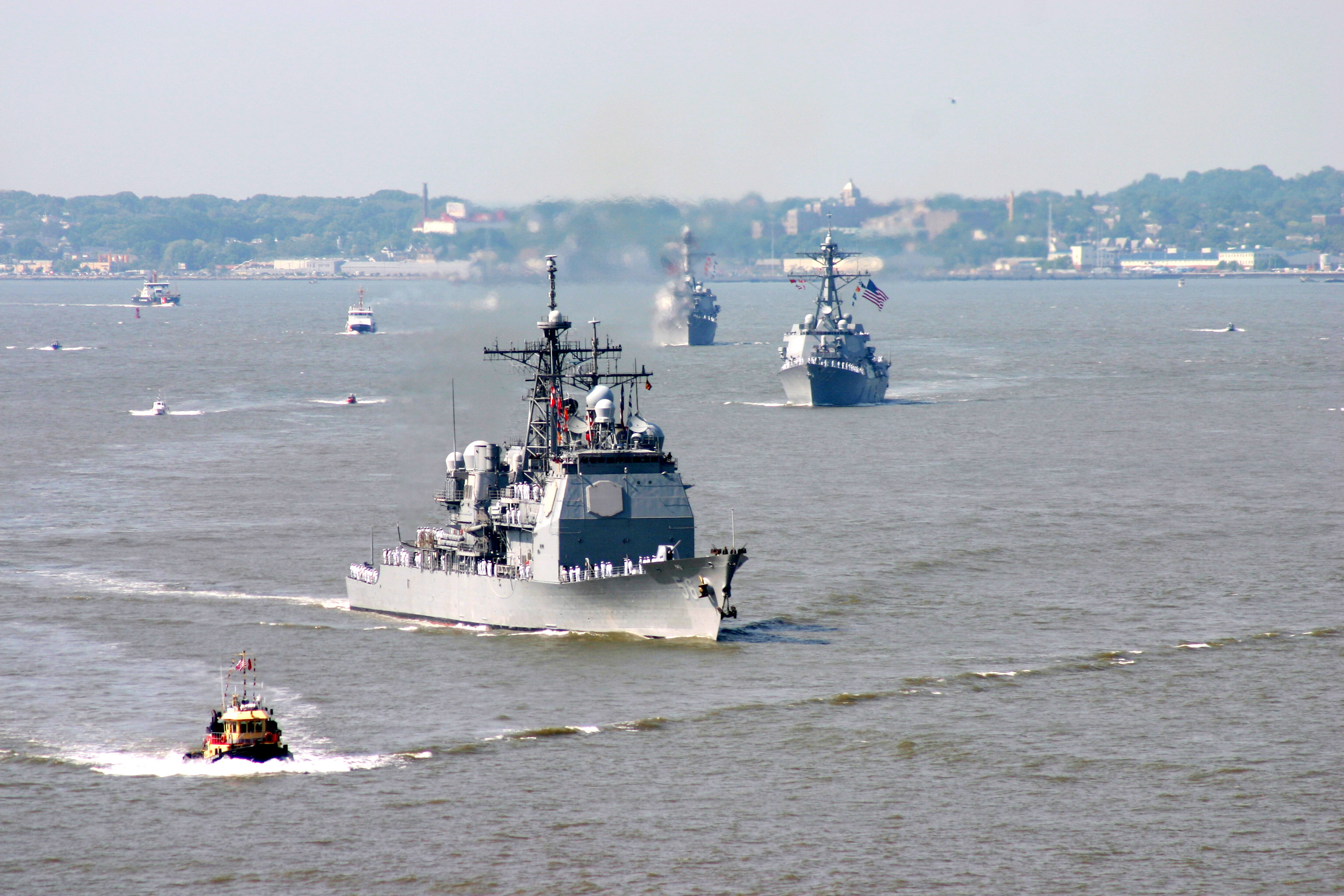
O USS San Jacinto, o USS Oscar Austin e o USS Winston S. Churchill navegando juntos pelo porto de Nova Iorque.
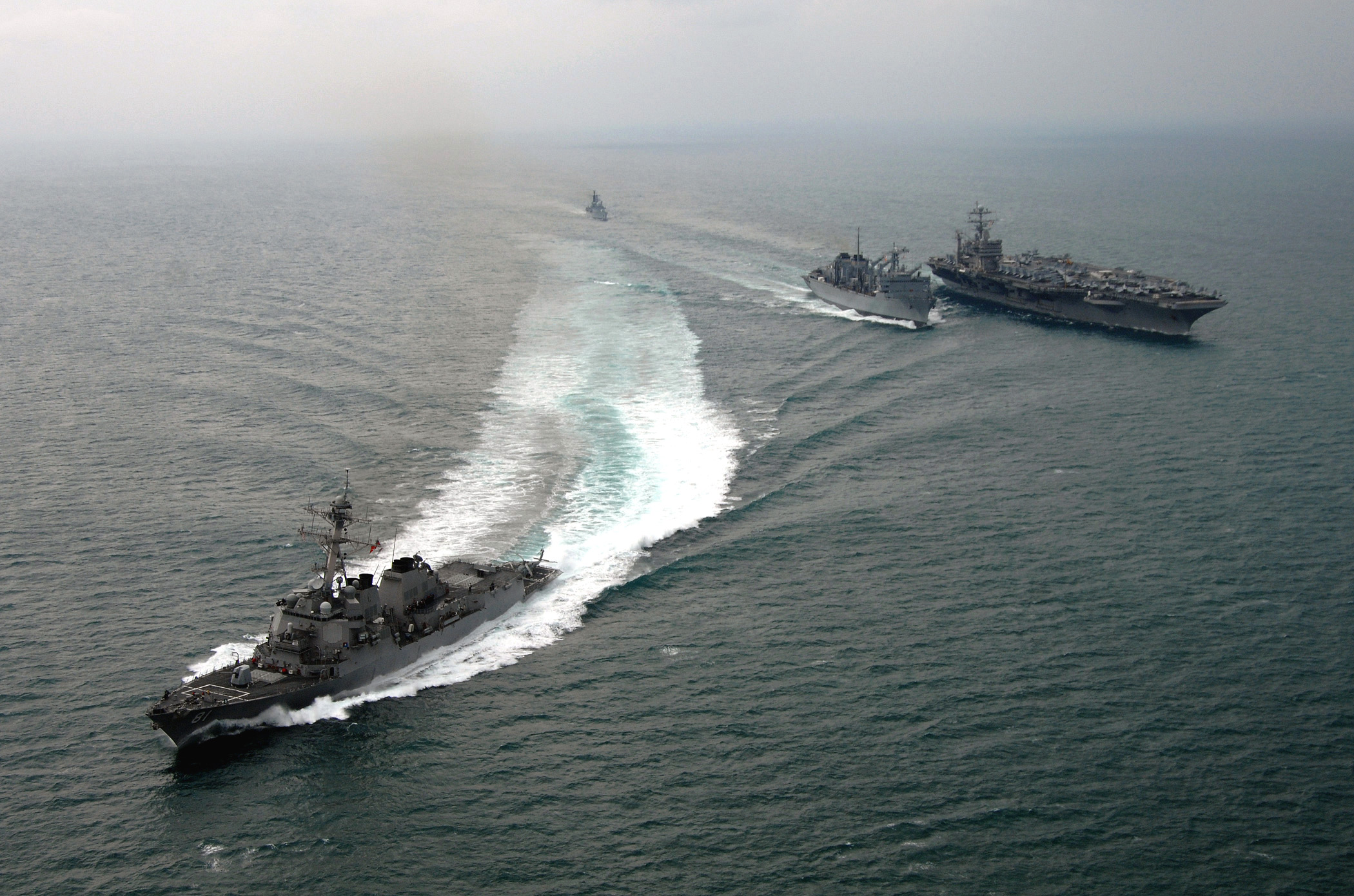
O navio realizando manobras defensivas junto com o HMS Manchester britânico.
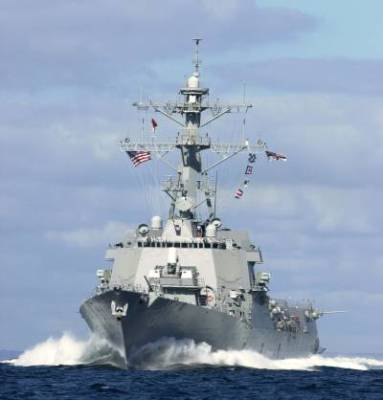
O USS Winston S. Churchill navegando pelo Canal Inglês.
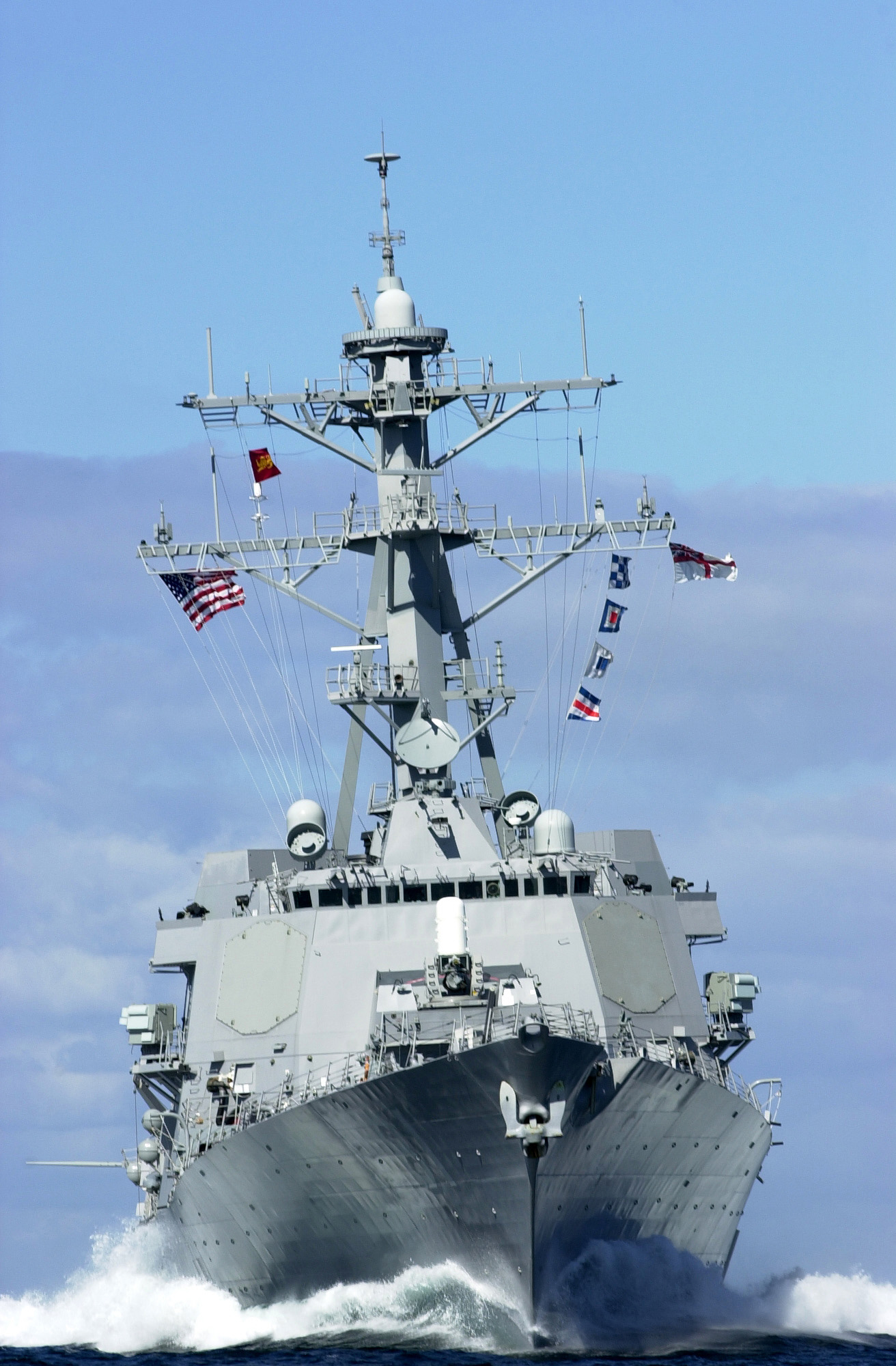
A embarcação em setembro de 2001.
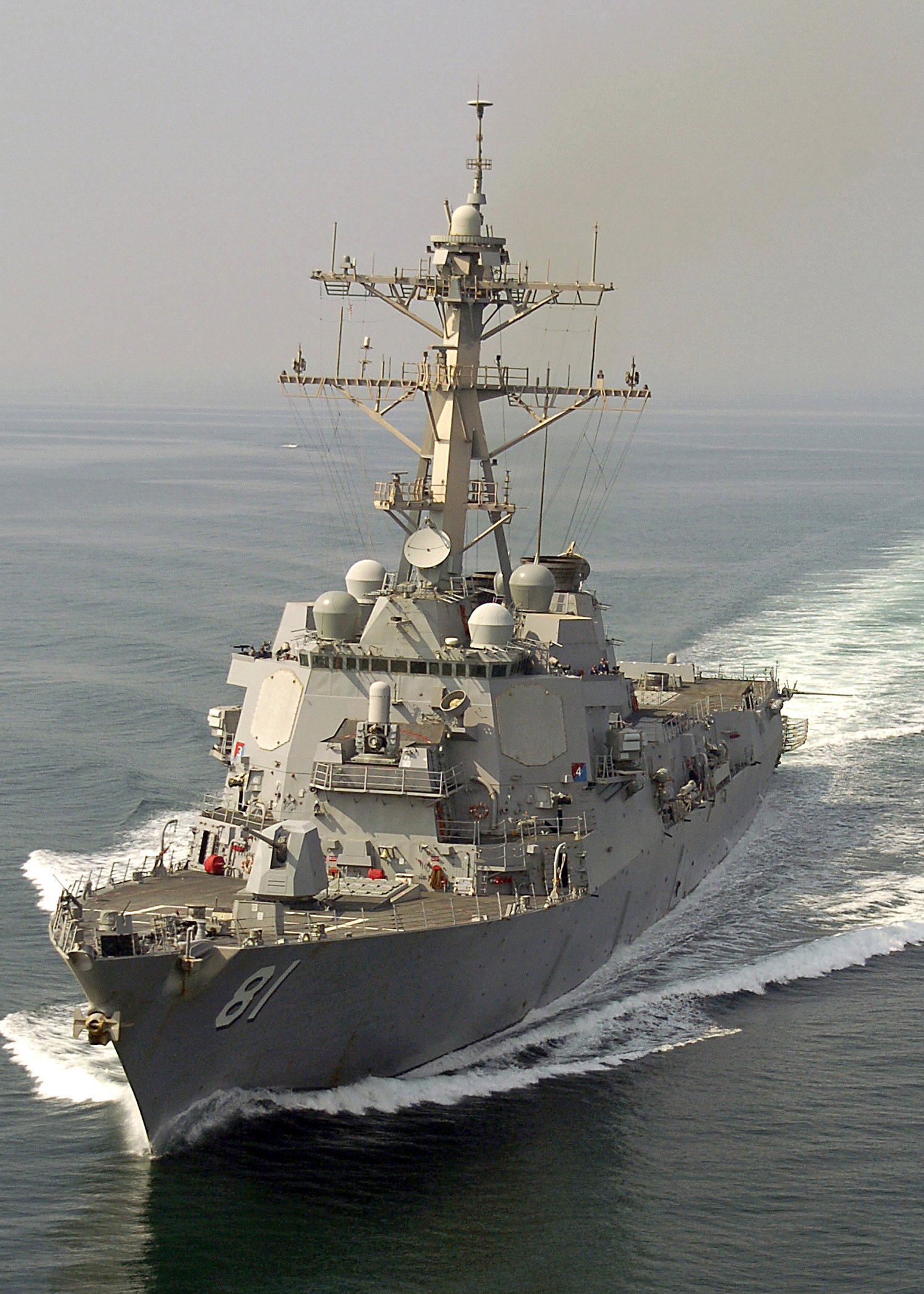
O destroyer USS Winston S. Churchill, já como membro da 5ª Frota da marinha americana, em patrulha pelo Golfo Pérsico.
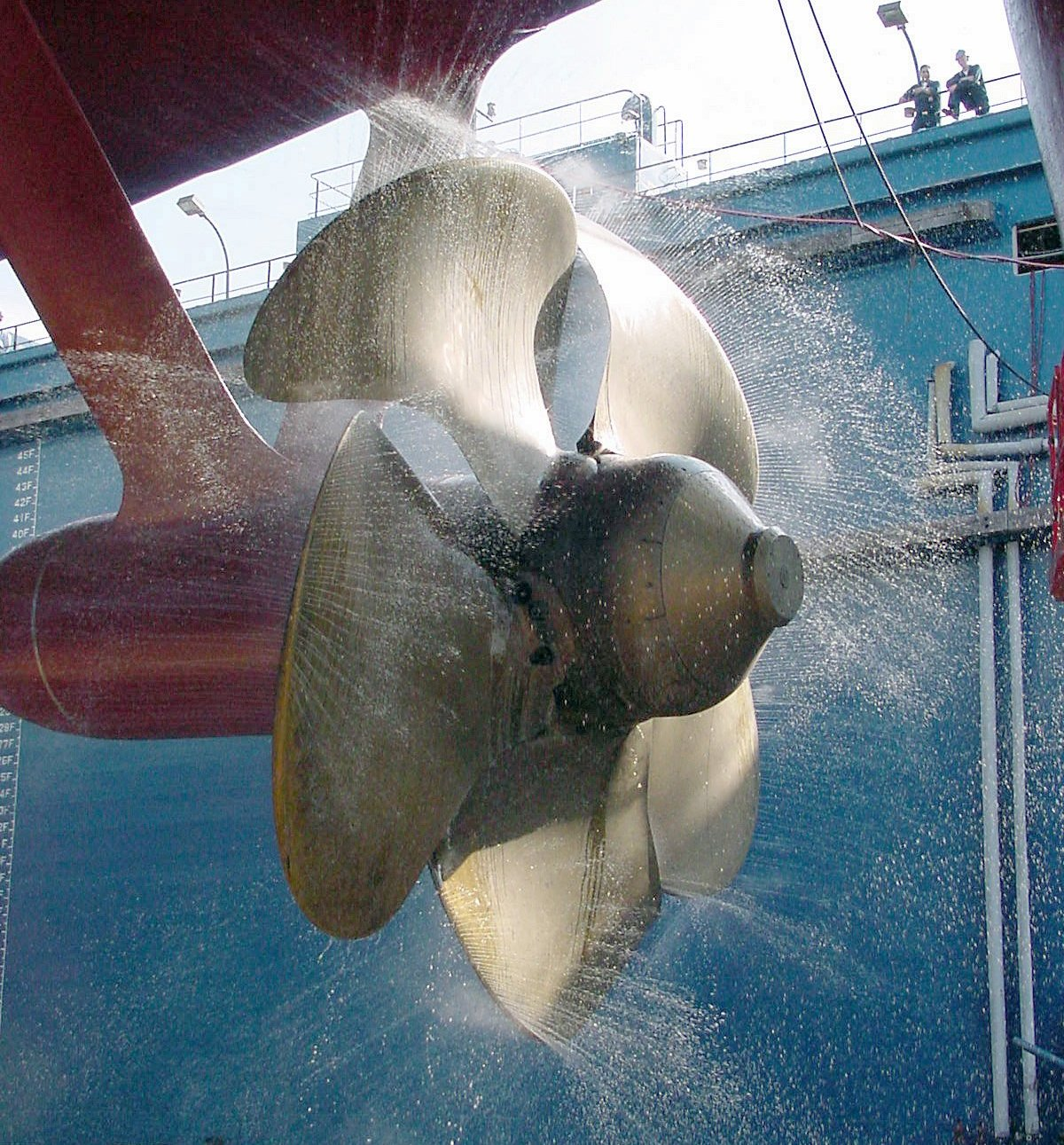
A hélice do navio.
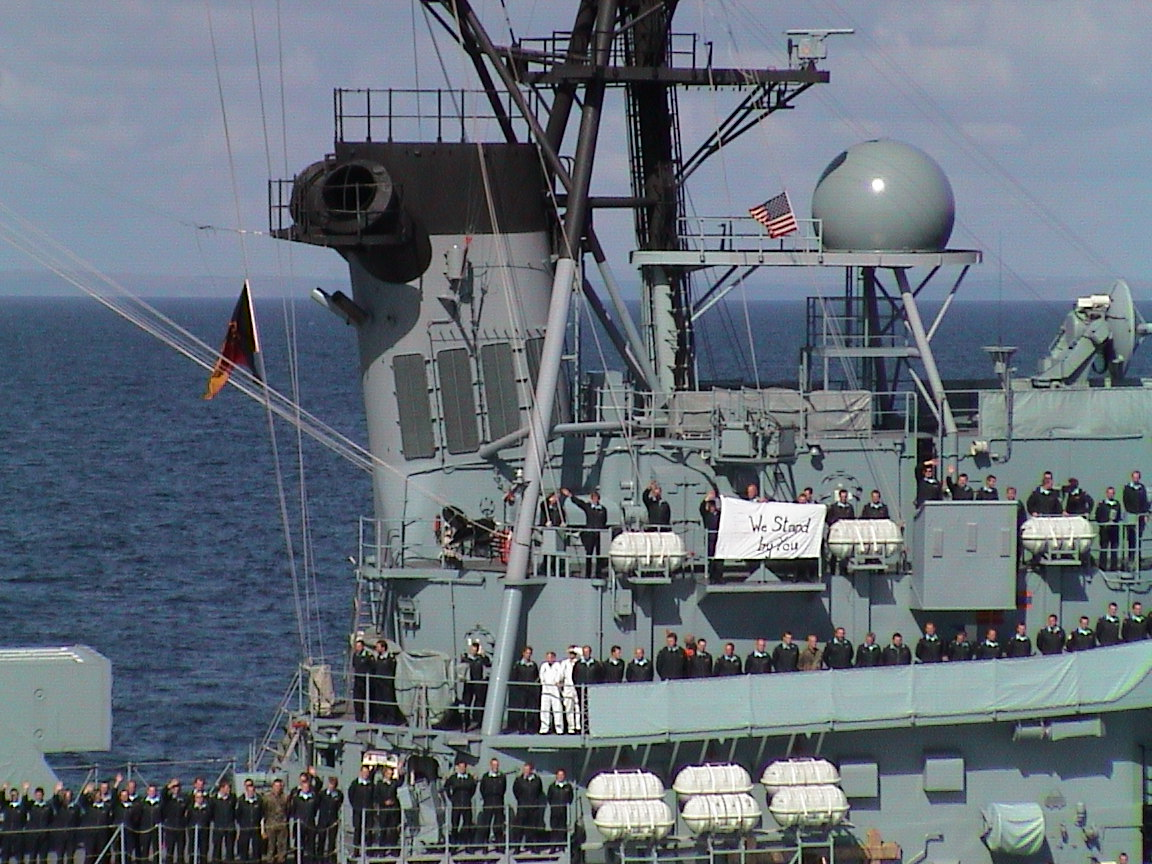
O FGS Lütjens da marinha alemã saudando o USS Churchill, em 14 de setembro de 2001.
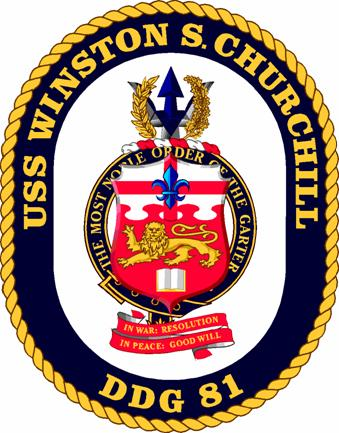
A insígnia oficial do navio.
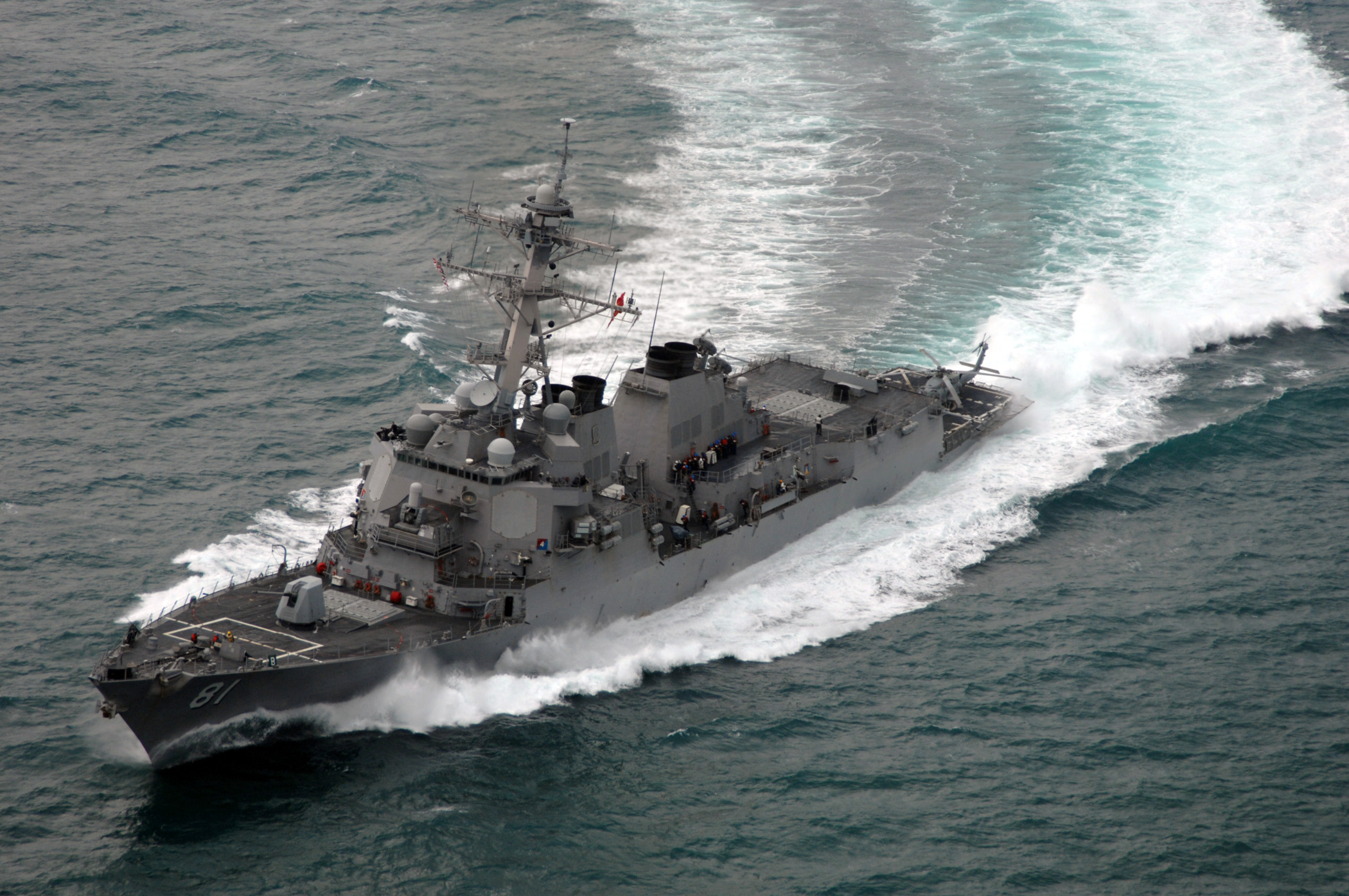
O USS Winston S. Churchill em manobra de combate.
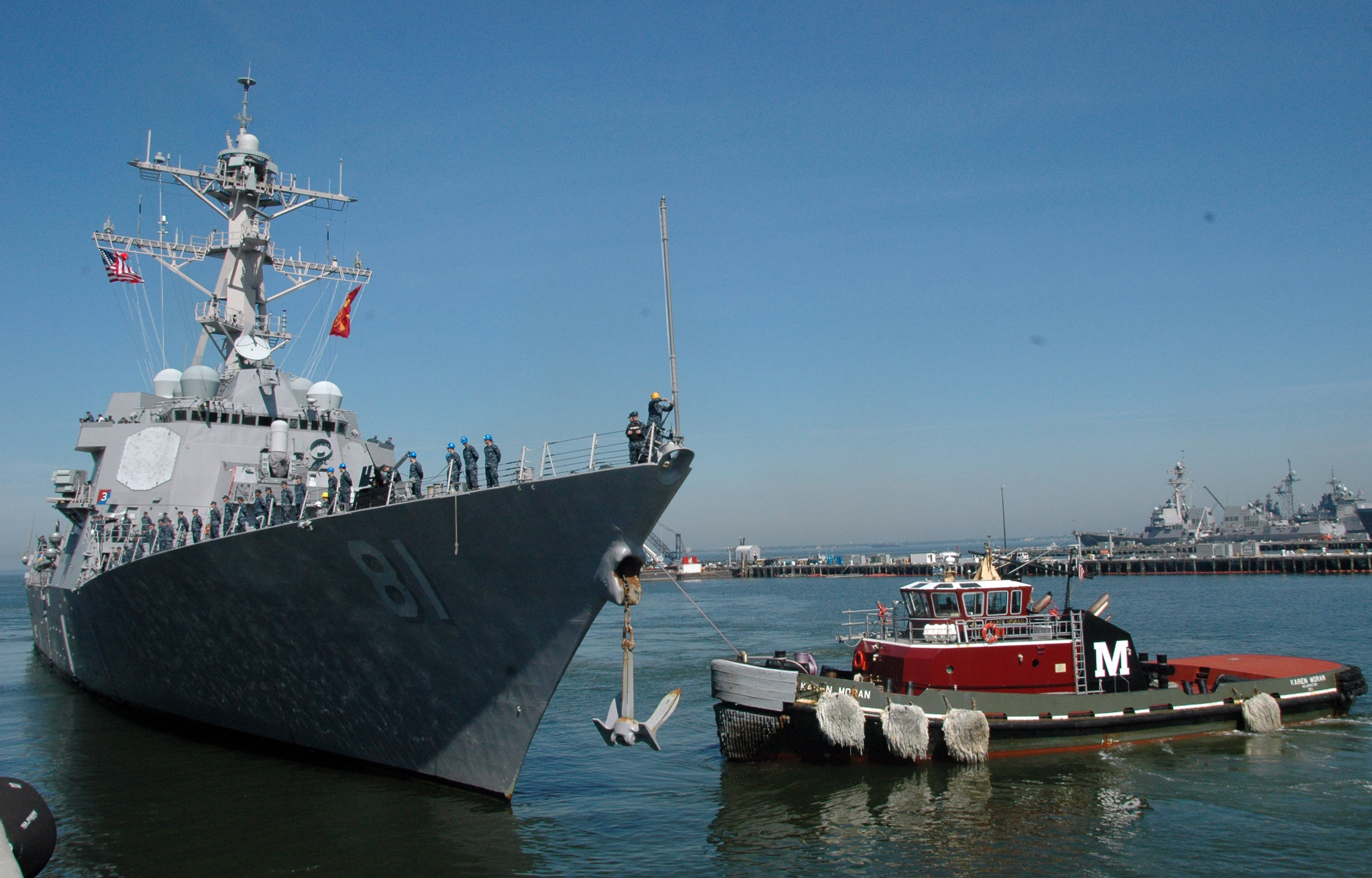
O Churchull em seu porto de origem, 2010.